# Florestano Vancini
Florestano Vancini est un réalisateur et scénariste italien, né le 24 août 1926 à Ferrare (Italie) et mort le 18 septembre 2008 à Rome.

## Biographie
Né à Ferrare, comme son confrère Michelangelo Antonioni et comme le poète et romancier Giorgio Bassani, Florestano Vancini, après avoir été l'assistant de Valerio Zurlini pour Été violent (1959), réalise son premier long-métrage de fiction en 1960 : c'est justement Bassani qu'il adapte, à travers un épisode réel et controversé, situé à Ferrare et ayant pour cadre historique la fin de l'été 1943. Una notte del'43 devient à l'écran La lunga notte del'43. Scénarisé par Pier Paolo Pasolini et Ennio De Concini, le film de Vancini soulèvera moult polémiques malgré l'obtention d'un Prix de la meilleure première œuvre à la Mostra de Venise cette année-là. Auparavant, le cinéaste avait exercé son talent naissant à l'élaboration de courts-métrages documentaires dédiés à sa terre natale (Delta padano, 1951 ; Tre canne un solo, 1953) mais aussi au sud de l'Italie (Luoghi e figure di Verga, 1952 ; Calabria sul mare, 1956). Installé à Rome à partir de 1952, il collabore toutefois au film de Mario Soldati, La Fille du fleuve, ce fleuve qui n'est autre que le Pô dans lequel s'ancrent ses documentaires. Comme bien des réalisateurs italiens de sa génération, Florestano Vancini possède plusieurs cordes à son arc. Il développe en effet une filmographie alternative : tantôt enracinée dans le drame historique à forte connotation politique, tantôt inspirée par la littérature et l'intimisme romanesque. Ainsi, La banda Casaroli (1962) et Les Maffiosi/La violenza: quinto potere (1972), littéralement "La violence : cinquième pouvoir", sont de passionnantes explorations du milieu de la criminalité ; Il Delitto Matteotti (1973) brosse un portrait du leader socialiste, enlevé puis assassiné en juin 1924 sous le régime de Mussolini, alors que Bronte: cronaca di un massacro che i libri di storia non hanno raccontato (1972), longtemps invisible voire "maudit", coscénarisé par Leonardo Sciascia sur la base d'une nouvelle de Giovanni Verga, rappelle un moment méconnu et peu glorieux du Risorgimento : au cours de l'expédition des Mille en 1860, l'officier garibaldien Nino Bixio aurait ordonné la répression d'un mouvement de paysans insurgés. Ce dernier film l'incita peut-être à réaliser, sous un pseudonyme (Stan Vance), un western singulier, Les Longs jours de la vengeance. L'autre versant de l'œuvre de Vancini nous offre, La calda vita (1964) d'après le roman de Pier Antonio Quarantotti Gambini, Amore amaro (1974), scénarisé par Suso Cecchi D'Amico à partir de Carlo Bernari et Un dramma borghese (1979), tiré du livre de Guido Morselli. Considéré souvent comme son meilleur film - certainement le plus autobiographique -, Les Saisons de notre amour (1966) apparaît comme l'heureuse synthèse des tendances énoncées.

## Filmographie

### Comme réalisateur
- 1951 : Delta Padano — court-métrage
- 1960 : La Longue Nuit de 43 (La lunga notte del '43)
- 1961 : Les femmes accusent (Le Italiane e l'amore), segment : La Séparation légale (La separazione legale)
- 1962 : La Bande Casaroli (La banda Casaroli)
- 1963 : La libertà
- 1964 : La Vie ardente (La calda vita)
- 1966 : Les Saisons de notre amour (Le stagioni del nostro amore)
- 1967 : Les Longs Jours de la vengeance (I lunghi giorni della vendetta)
- 1968 : La Partenaire (Violenza al sole - Una estate in quattro)
- 1972 : Les Maffiosi (La violenza: quinto potere)
- 1972 : Bronte : Chronique d'un massacre que les livres d'histoire n'ont pas raconté (Bronte: cronaca di un massacro che i libri di storia non hanno raccontato)
- 1973 : L'Affaire Matteotti (Il delitto Matteotti)
- 1974 : Amore amaro
- 1979 : Un dramma borghese
- 1981 : La baraonda (it)
- 1982 : Il commissionario (TV)
- 1984 : La neve nel bicchiere (TV)
- 1987 : Imago urbis
- 1987 : Il giudice istruttore (TV)
- 1988 : Lettera dal Salvador (TV)
- 2005 : E ridendo l'uccise

### Comme scénariste
- 1951 : Delta Padano — court-métrage
- 1955 : La Fille du fleuve (La donna del fiume)
- 1960 : La Longue Nuit de 43 (La lunga notte del '43)
- 1962 : La banda Casaroli
- 1963 : La calda vita
- 1965 : Le stagioni del nostro amore
- 1968 : La Partenaire (Violenza al sole - Una estate in quattro)
- 1972 : La Ligne de feu (L'amante dell'orsa maggiore)
- 1972 : Bronte : Chronique d'un massacre que les livres d'histoire n'ont pas raconté (Bronte: cronaca di un massacro che i libri di storia non hanno raccontato)
- 1973 : L'Affaire Matteotti (Il delitto Matteotti)
- 1974 : Amore amaro
- 1979 : Un dramma borghese
- 1984 : La neve nel bicchiere (TV)
- 2005 : E ridendo l'uccise